# Sida vespertina
Sida vespertina là một loài thực vật có hoa trong họ Cẩm quỳ. Loài này được Ekman miêu tả khoa học đầu tiên năm 1909.